# Johann Berka
Pour les articles homonymes, voir Berka.
Johann Berka (Prague, 1758 - après 1815), est un dessinateur et graveur bohémien (Empire d'Autriche).

## Biographie

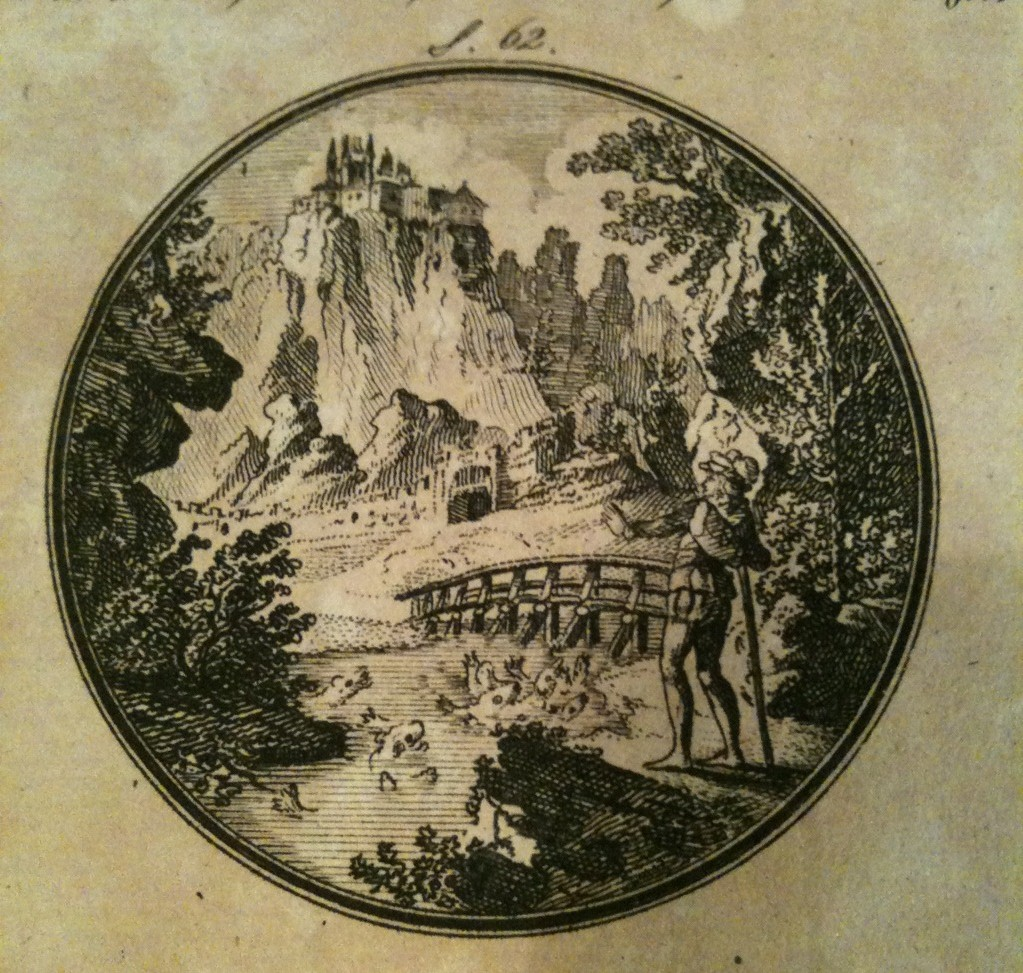
Gravure de Johann Berka pour le Riebenzahl édité à Prague (1796).

Johann Berka se livra d'abord à la musique et au dessin. Excellent chanteur, il fut engagé en 1775 par l’église de Prague, tout en se consacrant à l'étude des humanités. Ayant perdu la voix, il étudia l'art de la gravure sur cuivre à l'école de Salzer. Il se fit remarquer en reproduisant 12 paysages inspirés de Norbert Grund (1717-1757). Puis, le célèbre marchand d'estampes Johann Ferdinand von Schönfeld (1750-1821) le prit sous sa protection. Vers 1790, il s'installe à son compte.

## Œuvre
Il a laissé un grand nombre de gravures, parmi lesquelles on remarque : les Portraits du prince Egon von Fürstemberg, Georg Friedrich Haendel, La comtesse Clam-Gallas, Joseph Dobrowsky, Franz Baca comte von Sternberg, Giacomo Casanova. Il a également dessiné les plans d'une église à Prague, puis ceux de l'intérieur de la bibliothèque du quartier de Strahov. Un certain nombre d'ouvrages furent illustrés à partir de ses gravures comme l'édition en tchèque de l'Iliade (1802). Il laisse aussi un remarquable ensemble de cartes, le Loca Terrae Sanctae quorum fit mentio in Evangeliis (Cartographie des lieux saints comme fait mention dans les Évangiles) édité à Prague vers 1790 et conservé à la Bibliothèque nationale d'Israël.
Il était encore actif durant l'année 1815.